# Schlaubehammer
Schlaubehammer ist ein Ortsteil der Gemeinde Groß Lindow, die zum Landkreis Oder-Spree im Südosten von Brandenburg gehört.

## Geografie
Schlaubehammer liegt am Friedrich-Wilhelm-Kanal, der die Spree mit der Oder verbindet. Sowohl im Ort selbst als auch am Wohnplatz Hammerfort gab es Schleusen, die jedoch seit Ende des Zweiten Weltkrieges außer Betrieb sind. Seit dem Ausbau des Kanals zum Oder-Spree-Kanal (ab 1886) ist Schlaubehammer der Ausgangspunkt des seit 1951 Brieskower Kanal genannten Reststücks des Friedrich-Wilhelm-Kanals. Im anderen Teil, von der ehemaligen Buschschleuse bis nach Schlaubehammer, wurde der bestehende Kanal zum Bau des Oder-Spree-Kanals benutzt. Dieser zweigt heute kurz vor dem Ortskern ab und verläuft von dort aus Richtung Eisenhüttenstadt.
Des Weiteren fließt die Alte Schlaube (frühere Bezeichnung u. a. Slube) durch den Ort. Die genauen Namensbeziehungen zwischen den beiden heutigen Flüssen Schlaube und Alte Schlaube sind nicht ganz klar, zumal der eine in Müllrose endet, während der andere ebendort entspringt. Im Ort kreuzt die Alte Schlaube den Oder-Spree-Kanal und mündet nahe dem Wohnplatz Hammerfort in den Friedrich-Wilhelm-Kanal.

## Geschichte

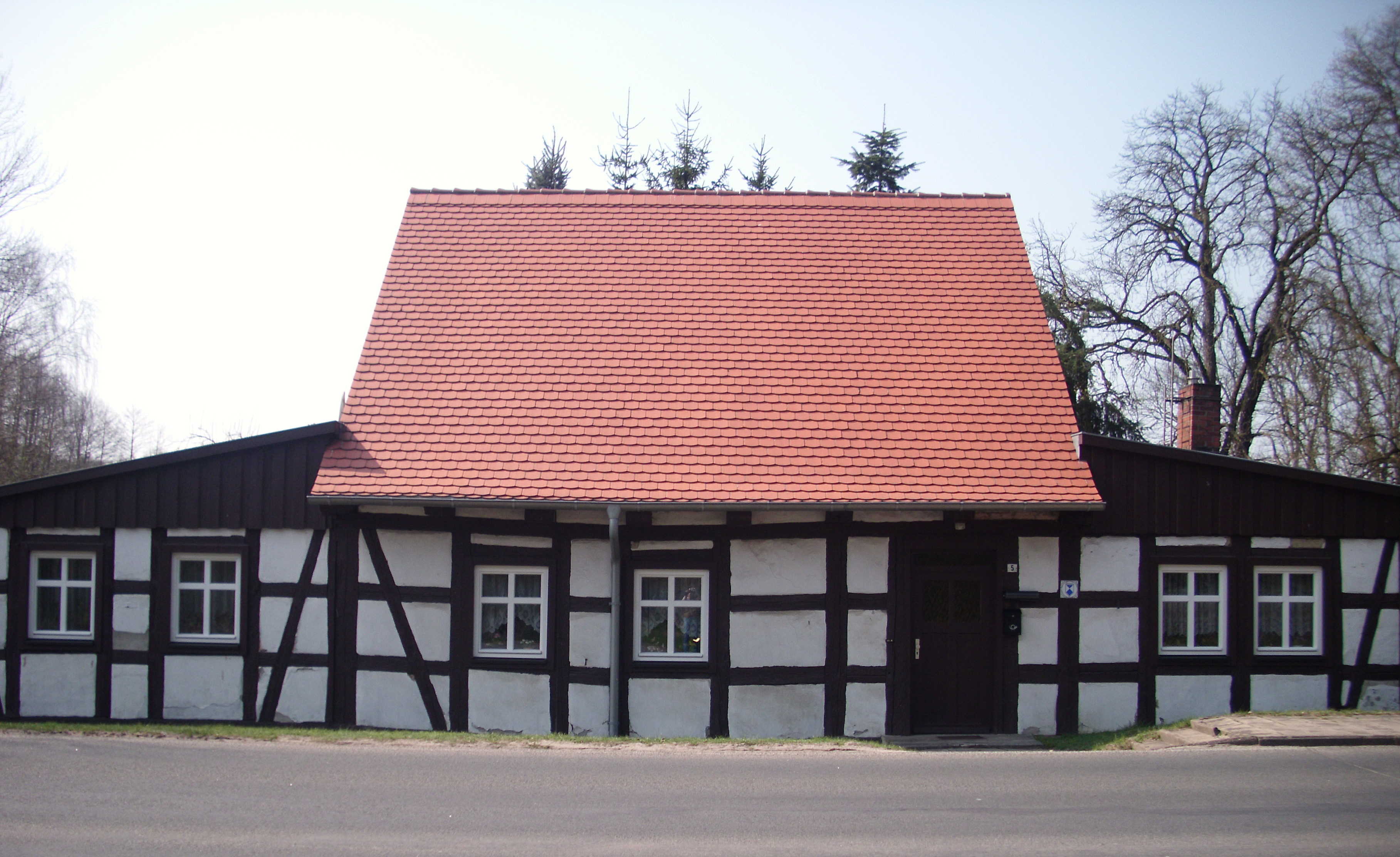
Ehemaliges Zollhaus, heutiges Wohnhaus und Baudenkmal in Schlaubehammer.

Schlaubehammer wurde erstmals im Jahre 1275 als Slubenmole erwähnt. Die Schlaube, welche dem Ort seit jeher ihren Namen gibt, ist urkundlich ebenfalls seit dem Jahre 1275 als Slube erwähnt. 1545 wurde der Ort als vff dem Eysenhammer erwähnt, was auf den vermutlich 1533 entstandenen Hammer zurückzuführen ist. Im Jahre 1647 wird wiederum vom Schlaube Hammer gesprochen. 1739 ist der Betrieb des Eisenhammers bereits wieder eingestellt, an seiner Stelle wurde eine Wassermühle mit Schneidegang errichtet. Um 1745 kam eine Schleuse mit Schleusenwärterhaus am Friedrich-Wilhelm-Graben hinzu.
Seit dem 19. Jahrhundert war Schlaubehammer ein Gutsbezirk im Kreis Lebus im Regierungsbezirk Frankfurt der Provinz Brandenburg. Bis 1840 entstanden hier, einschließlich des Wohnplatzes Hammerfort, 22 Wohngebäude für Schiffer, Schleusenwärter und Handwerker. Bis 1864 wuchs die Anzahl auf 63 Gebäude, zu der Schneide- kam eine Mahlmühle hinzu, außerdem entstanden eine Ölfabrik und eine Kalkbrennerei.
Seit 1886 ist Schlaubehammer Ausgangspunkt des neuen Abschnitts des Oder-Spree-Kanals Richtung Eisenhüttenstadt. Eine Brücke verband die südlich des Kanals gelegenen Ländereien mit dem Ortskern. Im Zuge der Kriegshandlungen zum Ende des Zweiten Weltkrieges wurde die Brücke von der Wehrmacht gesprengt, die Brückenköpfe sind bis vor wenigen Jahren erhalten geblieben, inzwischen jedoch abgerissen worden. Nach Kriegsende entstand eine Fährverbindung (in der Nähe der ehemaligen Brücke, unmittelbar an der heutigen Wochenendsiedlung Schlaubehammer Fähre), die jedoch kurze Zeit später zugunsten der Fähre in Kaisermühl wieder aufgegeben wurde.
Nach dem Ende des Zweiten Weltkrieges gehörte Schlaubehammer, formal immer noch ein Gutsbezirk, zur Sowjetischen Besatzungszone. Im September 1945 wurde der Ort auf Anordnung der sowjetischen Besatzungsbehörden in die kreisfreie Stadt Frankfurt (Oder) eingemeindet und schied somit aus dem Landkreis Lebus aus. Am 1. Oktober 1947 wurde Schlaubehammer wieder aus Frankfurt (Oder) ausgegliedert und mit dem ehemaligen Gutsbezirk Weißenspring zur Gemeinde Weißenspring-Schlaubehammer zusammengeschlossen. Am 19. Mai 1974 wurde die Gemeinde Weißenspring-Schlaubehammer nach Groß Lindow eingemeindet.

## Historische Einwohnerzahlen
| Jahr | Einwohner | Quelle |
| ---- | --------- | ------ |
| 1840 | 133       | [ 7 ]  |
| 1871 | 186       | [ 8 ]  |
| 1885 | 186       | [ 9 ]  |
| 1895 | 181       | [ 10 ] |
| 1910 | 120       | [ 11 ] |
| 1933 | 146       | [ 12 ] |
| 1939 | 145       | [ 12 ] |
| 1946 | 115       | [ 13 ] |

## Wirtschaft und Infrastruktur

### Wirtschaft
Schlaubehammer ist heute ein reiner Wohn- und Erholungsort.

### Verkehr

#### Straßenverkehr
Schlaubehammer liegt an der Landstraße 373, die die Orte Müllrose und Brieskow-Finkenheerd (entlang des Friedrich-Wilhelm Kanales) miteinander verbindet. Im Ort zweigt die Kreisstraße 6719 ab und bietet somit, um den Helenesee herum, eine direkte Verbindung nach Frankfurt (Oder).

#### Schiffsverkehr
Durch die seit dem Zweiten Weltkrieg beschädigten Schleusen spielt der Friedrich-Wilhelm-Kanal (heute: Brieskower Kanal) keine Rolle für den Schiffsverkehr. Lediglich der mit dem Oder-Spree-Kanal verbundene Teil des Kanals bis zur ersten Schleuse in Schlaubehammer wird, überwiegend von Anwohnern, als Anlegestelle für Sportboote verwendet. Der Oder-Spree-Kanal wird nach wie vor zur Güterbeförderung in der Binnenschifffahrt verwendet, im Ort gibt es jedoch keine Anlegemöglichkeiten.

#### Öffentliche Verkehrsmittel
Schlaubehammer wird von der Buslinie 445 (Lossow–Brieskow-Finkenheerd–Groß Lindow–Müllrose) des Busverkehr Oder-Spree bedient. Diese Verbindung beschränkt sich jedoch auf wenige Fahrten täglich, hauptsächlich auch nur in der Schulzeit. Sowohl in Brieskow-Finkenheerd (RE 11: Frankfurt (Oder)–Cottbus) als auch in Müllrose (RB 36: Frankfurt (Oder)–Grunow–Königs Wusterhausen–Berlin-Lichtenberg) besteht Anschluss an den Schienenverkehr.

## Tourismus
Zu DDR-Zeiten sind im Ort die Bungalow- bzw. Wochenendsiedlungen Schlaubehammer Nord, Schlaubehammer Wasser-Siedlung und Schlaubehammer Fähre, sowie Langer Grund in der Nähe des Wohnplatzes Hammerfort entstanden. Viele der einstigen Datschen sind nach der Wende zu ganzjährig bewohnbaren Häusern ausgebaut worden.
Durch die Anbindung zum Helenesee wird der Ort von Touristen heute hauptsächlich zur Durchfahrt genutzt. Schlaubehammer liegt zudem am Oder-Spree-Radweg. Als Ausgangspunkt für Wanderungen in den umliegenden Wäldern wurden in den letzten Jahren zwei Parkplätze gebaut. Im Ort befindet sich die Waldschenke, ein idyllisches Eiskaffee.